# Lipogenys gillii
Lipogenys gillii là một loài cá trong họ Notacanthidae.Nó là thành viên duy nhất của chi của nó. Nó là một sinh vật biển sâu xuất hiện dọc theo bờ biển phía đông của Bắc Mỹ và ở Tây Nam Thái Bình Dương gần Úc ở độ sâu từ 400 đến 2.000 mét.